# Saint-Germain-du-Salembre
Saint-Germain-du-Salembre – miejscowość i gmina we Francji, w regionie Nowa Akwitania, w departamencie Dordogne.
Według danych na rok 1990 gminę zamieszkiwało 787 osób, a gęstość zaludnienia wynosiła 40 osób/km² (wśród 2290 gmin Akwitanii Saint-Germain-du-Salembre plasuje się na 527. miejscu pod względem liczby ludności, natomiast pod względem powierzchni na miejscu 541.).